# George Rochberg
George Rochberg (Paterson, 5 luglio 1918 – Bryn Mawr, 29 maggio 2005) è stato un compositore statunitense.
Tra i suoi studenti si ricorda Stephen Albert, Maria Bachmann, William Bolcom, Uri Caine, Vincent McDermott, Michael Alec Rose e Robert Suderberg.
L'insieme dei suoi archivi sono stati acquistati nel 1996 dalla Fondation Paul Sacher a Basilea in Svizzera.
Un certo numero di partiture sono dei "collages" con citazioni di altri compositori. "Contra Mortem et Tempus", per esempio, contiene passaggi di Pierre Boulez, Luciano Berio, Edgard Varèse e Charles Ives.

## Scritti
Rochberg ha scritto un certo numero di saggi, pubblicati nel 1984 con il titolo The Aesthetics of Survival (Estetica della sopravvivenza). Una selezione delle sue lettere con il compositore canadese István Anhalt sono state pubblicate nel 2007.

## Opere principali
Opera
- The Confidence Man, opera in due tempi (1982) libretto di Gene Rochberg, basato sul romanzo di Herman Melville.

Musica per orchestra
- Symphonies
  - Symphonie n° 1 (1948-57, révisé en 1977)
  - Symphonie n° 2 (1955-56)
  - Symphonie n° 3, pour double chœurs, chœur de chambre, solistes et orchestre (1966-69)
  - Symphonie n° 4 (1976)
  - Symphonie n° 5 (1984)
  - Symphonie n° 6 (1986-87)
- Cantio Sacra, pour petit orchestre (1954)
- Cheltenham Concerto, pour petit orchestre (1958)
- Imago Mundi, pour grand orchestre (1973)
- Night Music, pour orchestre avec violoncelle solo (1948) (basé sur le second mouvement de sa première symphonie)
- Music pour the Magic Theater, pour petit orchestre (1965-69)
- Time-Span I (1960)
- Time-Span II
- Transcendental Variations, pour orchestre à cordes (basé sur le troisième mouvement de son troisième quatuor)
- Zodiac (A Circle of 12 Pieces), (1964-65, orchestration de ses Douze Bagatelles pour piano).

Concerti
- Concerto pour clarinettete (1996)
- Concerto pour hautbois (1983), dédié à Joe Robinson qui en fit la première
- Concerto pour violon (1974), dédiée à Isaac Stern qui en fit la création avec l'Orchestre symphonique de Pittsburgh, sous la direction d'André Previn
- Eden: Out of Time et Out of Space, pour guitare et ensemble (1998).

Ensemble à vent
- Black Sounds, pour vents et percussions (1965)
- Apocalyptica, pour grand ensemble à vent (1964).

Musique de chambre
- Duo pour haubois et basson (1946, rev. 1969)
- Duo Concertante, pour violon et violoncelle (1955-59)
- Dialogues, pour clarinette et piano (1957-58)
- La bocca della verità, pour hautbois et piano (1958-59), version pour violon et piano (1964)
- Ricordanza Soliloquy, pour violoncelle et piano (1972)
- Slow Fires of Autumn (Ukiyo-E II), pour flûte et harpe (1978-79)
- Sonate pour alto (1979)
- Between Two Worlds (Ukiyo-E III), pour flûte et piano (1982)
- Sonate pour violon (1988)
- Muse of Fire, pour flûte et guitare (1989-90)
- Ora pro nobis, pour flûte et guitare (1989)
- Rhapsody and Prayer, pour violon et piano (1989)

Trios
- Trios pour piano
  - Trio pour piano n° 1 (1967)
  - Trio pour piano n° 2 (1986)
  - Trio pour piano n° 3 Summer (1990)
- Trio pour clarinette, cor et piano (1980).

Quatuors
- quatuors à cordes
  - Quatuor à cordes n° 1 (1952)
  - Quatuor à cordes n° 2, avec soprano (1959-61)
  - Quatuor à cordes n° 3 (1972)
  - Quatuor à cordes n° 4 (1977)
  - Quatuor à cordes n° 5 (1978)
  - Quatuor à cordes n° 6 (1978)
  - Quatuor à cordes n° 7, avec baryton (1979)
- Contra Mortem et Tempus, pour violon, flûte, clarinettes et piano (1965)
- Quatuor avec piano (1983).

Altro
- Symphonie de chambre pour neuf instruments (1953)
- Serenata d'estate, pour six instruments (1955)
- Electrikaleidoscope, pour un ensemble de flûte, clarinette, violoncelle, piano et piano électrique (1972)
- Quintet pour piano et quatuor à cordes (1975) ;
- Octet: A Gret Fantasia, pour flûte, clarinette, cor, piano, violon, alto, violoncelle et contrebasse (1980)
- Quintette à cordes (1982)
- To the Dark Wood, pour quintette à vent (1985).

Musica strumentale
- 50 Caprice Variations, pour violon (1970)
- American Bouquet, pour guitare (1991)

Musica per pianoforte
- Arioso (1959)
- Bartokiana (1959)
- Book of Contrapuntal Pieces pour Keyboard Instruments (1979)
- Carnival Music, pour piano (1976)
- Four Short Sonatas, pour piano (1984)
- Nach Bach: Fantasia, pour harpsichord ou piano (1966)
- Partita-Variations, pour piano (1976)
- Sonata Seria, pour piano
- Sonata-Fantasia, pour piano (1956)
- Three Elegiac Pieces, pour piano
- Twelve Bagatelles, pour piano (1952)
- Variations on an Original Theme, pour piano (1941)

Vocali/Cori
- Behold, My Servant, pour chœur mixte a cappella (1973)
- Blake Songs, pour soprano et ensemble de chambre (1957; rev. 1962)
- David, the Psalmist, pour ténor et orchestre (1954)
- Eleven Songs to Poems of Paul Rochberg, pour mezzo-soprano et piano (1969)
- Fantasies, pour voix et piano (1971)
- Four Songs of Solomon, pour voix et piano (1946)
- Music pour The Alchemist, pour soprano et 11 chanteurs (1966; rev. 1968)
- Passions According to the Twentieth Century, pour chanteurs, quintette de jazz, harmonie, percussions, piano et bande magnétique (1967)
- Phaedra, monodrame pour mezzo-soprano et orchestre (1973-74)
- Sacred Song of Reconciliation (Mizmor L'piyus), pour baryton et orchestre (1970)
- Seven Early Love Songs, pour voix et piano (1991)
- Songs in Praise of Krishna, pour soprano et piano (1970)
- Songs of Inanna et Dumuzi, pour alto et piano (1977)
- Tableaux, pour soprano, deux récitants, petit chœur d'hommes et 12 instrumentistes (1968)
- Three Cantes Flamencos, pour baryton (1969)
- Three Psalms, pour chœur mixte a cappella (1954)